# Högremsjön
Högremsjön är en sjö i Åsele kommun i Lappland och ingår i Ångermanälvens huvudavrinningsområde. Sjön har en area på 0,108 kvadratkilometer och ligger 335,3 meter över havet.

## Delavrinningsområde
Högremsjön ingår i det delavrinningsområde (710103-159282) som SMHI kallar för Utloppet av Högremsjön. Medelhöjden är 341 meter över havet och ytan är 0,4 kvadratkilometer. Det finns inga avrinningsområden uppströms utan avrinningsområdet är högsta punkten. Vattendraget som avvattnar avrinningsområdet har biflödesordning 3, vilket innebär att vattnet flödar genom totalt 3 vattendrag innan det når havet efter 225 kilometer. Avrinningsområdet består mestadels av skog (58 procent). Avrinningsområdet har 0,09 kvadratkilometer vattenytor vilket ger det en sjöprocent på 23,6 procent.